# Scopula quintaria
Scopula quintaria là một loài bướm đêm trong họ Geometridae.